# Solona (Wowtscha)
Die Solona (ukrainisch Солона, russisch Солёная Soljonaja) ist ein 79 km langer, rechter Nebenfluss der Wowtscha im Einzugsgebiet des Dnipro in der Ukraine.

## Verlauf
Die Solona entspringt im Rajon Pokrowsk im Westen der Oblast Donezk 6 km östlich von Selydowe auf einer Höhe von etwa 200 m. Sie durchfließt eine Steppenlandschaft mit zahlreichen Agrarflächen in überwiegend westlicher Richtung. Sie passiert die Kleinstadt Selydowe und erreicht den Rajon Synelnykowe der Oblast Dnipropetrowsk. Entlang ihrem Flusslauf befinden sich mehrere Dörfer. Die Solona verläuft etwa 10 km südlich der Mittelstadt Pokrowsk, passiert noch die Kleinstadt Nowopawliwka, bevor sie in die weiter südlich fließende Wowtscha mündet. Die Solona entwässert ein 946 km² großes Areal.

## Geschichte
Während des Russisch-Ukrainischen Kriegs geriet der Fluss Ende November / Anfang Dezember 2024 in den Fokus. Die russischen Truppen rückten entlang der Solona vor und drohten die nördlich gelegene Stadt Pokrowsk einzukesseln.